# Kanton Sainte-Sévère-sur-Indre
Kanton Sainte-Sévère-sur-Indre (francouzsky Canton de Sainte-Sévère-sur-Indre) je francouzský kanton v departementu Indre v regionu Centre-Val de Loire. Tvoří ho 10 obcí.

## Obce kantonu
- Feusines
- Lignerolles
- Pérassay
- Pouligny-Notre-Dame
- Pouligny-Saint-Martin
- Sainte-Sévère-sur-Indre
- Sazeray
- Urciers
- Vigoulant
- Vijon